# 沈相奵
沈相奵（1959年2月20日—），本貫青松沈氏，大韓民國政治人物，曾任韓國國會高陽市甲選區（德陽區）議員。

## 生平
沈相奵中學就讀明知女子高等學校，當時也是高中棒球記者，後進入首爾大學獲取社會教育學學士，原是歷史系學生。曾因為發動勞改抗爭而被通緝9年。期間與丈夫結婚，懷孕時以‘教唆集體縱火罪’和‘教唆集體傷人罪’被判一年半監禁，但获两年緩刑。

### 第18届總統選舉
2012年10月12日，沈相奵以正义党唯一候选人身份登记参加总统选举，并于14日在首尔清溪川田泰一桥宣布参加第18届总统选举。  她宣称，“我要成为一名为99%的人民而战的总统，对抗统治韩国的1%特权阶级。”  2012年10月21日，正义党举行成立大会，沈相奵当天当选为正义党总统候选人。
从一开始，沈相奵的支持率就很低，民意调查支持率仅为0.3%  。这一支持率甚至低于第17届总统选举中正义党部分前身民主劳动党候选人权永吉的3.0%。  有分析指出，其支持率低下的主要原因是正义党的前身统合进步党分裂时内部矛盾激化，导致民意支持率下降。  但她作为在野联盟的伙伴，一直保持着友好态度，与民主统合党候选人文在寅、无党派候选人安哲秀一同出席主要活动，但由于支持率极低，她的退選早在预料之中。 
最终，沈相奵于11月26日在国会召开新闻发布会，宣布支持文在寅，随后退選。  她在新闻发布会上表示： “我辞去正义党总统候选人的职务。我希望我的退選能成为一个机会，以事实上的主要反对党候选人文在寅为中心，为政府更迭争取支持。” 

### 第20届国会选举
2015年7月当选正义党代表的沈相奵，在2016年第20届国会选举中，作为正义党候选人参选京畿道高阳甲区，再次击败新世界党候选人孙范圭，第三次当选。他成为第一位来自进步党的三届国会议员。 

### 第19届总统选举

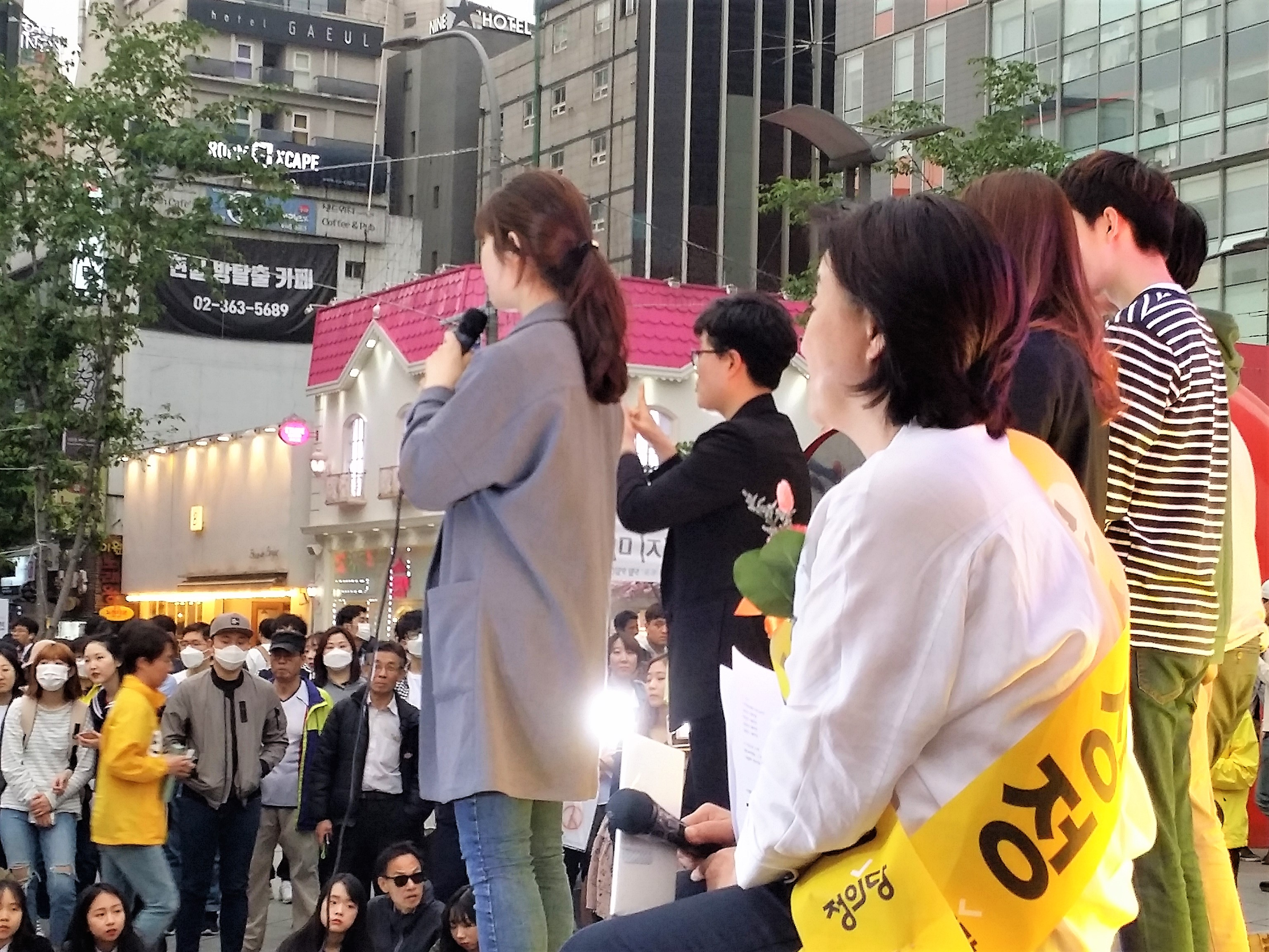
2017 年总统选举期间，候选人沈相奵在新村星光广场进行竞选活动

他于2017年2月16日当选为正义党第19任总统候选人，但在5月9日举行的总统选举中落败，以6.2%的得票率位列第五，但却是进步党总统候选人获得的最高票数。

### 第21届国会选举
2019年7月再次当选正义党代表的沈相奵，在2020年第21届国会选举中，以正义党候选人身份在京畿道高阳甲区参选，击败未来统合党候选人李庆焕和共同民主党候选人文明顺，第四次当选。他成为第一位连任四届国会议员的进步党成员。 
第21届国会选举，京畿高阳甲区预计将出现未来统合党、共同民主党、正义党三党角逐的局面，其中正义党候选人沈相奵的表现最为疲软。不出所料，他在前期和中期计票中一度落后于未来统合党李庆焕，但在后半段成功扭转局面，第四次当选。

### 第20届总统选举
2021年10月12日当选为正义党第20任总统候选人。这是她第四次参加总统选举，也是第三次当选总统候选人。本次选举她落败，得票率为2.37%，位居第三。

### 第22届国会选举
2024年2月20日当选为绿色正义党代表的沈相奵，将在2024年4月10日举行的第22届国会选举中，作为绿色正义党候选人参加京畿道高阳市甲选区国会选举。
然而，她在选举中落败，在投票数中排在了第三位，未能在第五次选举中当选。绿色正义党一个席位都没能赢得，输给了祖國革新黨等党派，被挤出了议会外政党行列。
沈相奵最终于2024年4月11日，即大选后的第二天，宣布退出政坛。 

## 教育
- 首尔大棗初等學校
- 沖岩中學校
- 明知高等學校
- 首尔国立大学教育学院历史教育文学士[1]

## 選舉履歷
| 年度 | 選舉屆數       | 選舉區               | 所屬政黨   | 得票數    | 得票率 | 當選標記 | 備註 |
| ---- | -------------- | -------------------- | ---------- | --------- | ------ | -------- | ---- |
| 2004 | 第17屆國會選舉 | 比例代表             | 民主劳动党 | 2,774,061 | 13.03% |          |      |
| 2008 | 第18屆國會選舉 | 京畿道高阳市德陽區甲 | 進步新黨   | 25,049    | 37.67  |          |      |
| 2010 | 第5屆地方選舉  | 京畿道知事           | 進步新黨   | 退选      | 退选   |          |      |
| 2012 | 第19屆國會選舉 | 京畿道高阳市德陽區甲 | 統合進步黨 | 43,928    | 49.37% |          |      |
| 2016 | 第20屆國會選舉 | 京畿道高阳市甲       | 正義黨     | 71,043    | 52.97% |          |      |
| 2017 | 第19屆总统選舉 | 大韩民国             | 正義黨     | 2,017,458 | 6.17%  |          |      |
| 2020 | 第21屆國會選舉 | 京畿道高阳市甲       | 正義黨     | 56,516    | 39.38% |          |      |
| 2022 | 第20屆总统選舉 | 大韩民国             | 正義黨     | 803,358   | 2.37%  |          |      |
| 2024 | 第22屆國會選舉 | 京畿道高阳市甲       | 綠色正義黨 | 28,293    | 18.41% |          |      |

## 外部連結
- 個人官方網站
- 沈相奵的X（前Twitter）
- 沈相奵的Facebook專頁

| 政黨職務      | 政黨職務                                                                         | 政黨職務               |
| ------------- | -------------------------------------------------------------------------------- | ---------------------- |
| 前任： 文成賢 | 民主勞動黨黨代理代表 （緊急對策委員長） 2008年1月12日－2008年2月4日              | 繼任： 姜基甲          |
| 新頭銜        | 進步新黨聯合常任代表 2008年3月16日－2009年3月29日                                | 繼任： 魯會燦 單一代表 |
| 新頭銜        | 统合进步党聯合常任代表 2011年12月5日－2012年5月12日 2012年7月10日－2012年7月26日 | 繼任： 姜基甲          |
| 前任： 姜基甲 | 统合进步党聯合常任代表 2011年12月5日－2012年5月12日 2012年7月10日－2012年7月26日 | 繼任： 吳秉潤          |
| 前任： 姜東遠 | 正义党院內代表 2013年6月13日－2015年6月12日                                      | 繼任： 鄭鎮珝          |
| 前任： 千皓宣 | 正义党党代表 2015年7月18日－2017年7月17日 2019年7月13日－2020年10月12日          | 繼任： 李贞味          |
| 前任： 李贞味 | 正义党党代表 2015年7月18日－2017年7月17日 2019年7月13日－2020年10月12日          | 繼任： 金鐘哲          |
| 韓國政府职务  |                                                                                  |                        |
| 前任： 孫範奎 | 韓國國會高陽市甲選區（德陽區）議員 2012年5月30日－2024年5月29日                  | 繼任： 金城會          |